# Pantala flavescens
Pantala flavescens е вид водно конче от семейство Libellulidae. Видът не е застрашен от изчезване.

## Разпространение
Разпространен е в Австралия (Виктория, Западна Австралия, Куинсланд, Нов Южен Уелс, Северна територия и Южна Австралия), Ангола (Кабинда), Аржентина, Бахамски острови, Белиз, Бенин, Боливия, Ботсвана, Бразилия, Бруней, Буркина Фасо, Бутан, Вануату, Венецуела, Виетнам, Габон, Гамбия, Гана, Гваделупа, Гватемала, Гвиана, Гвинея, Гвинея-Бисау, Демократична република Конго, Доминиканска република, Еквадор, Екваториална Гвинея (Биоко), Етиопия, Замбия, Зимбабве, Индия, Индонезия (Суматра и Ява), Камбоджа, Камерун, Кения, Китай, Колумбия, Коморски острови, Република Конго, Демократична република Конго, Коста Рика, Кот д'Ивоар, Куба, Лесото, Либерия, Мавриций, Мадагаскар, Майот, Малави, Малайзия, Мартиника, Мексико, Мианмар, Мозамбик, Намибия (Ивица Каприви), Нигерия, Никарагуа, Нова Каледония, Палау, Панама, Папуа Нова Гвинея (Бисмарк), Парагвай, Перу, Провинции в КНР, Пуерто Рико, Реюнион, Руанда, Салвадор, Сао Томе и Принсипи (Сао Томе), Свазиленд, Северна Корея, Северни Мариански острови, Сейшели (Алдабра), Сен Пиер и Микелон, Сенегал, Сиера Леоне, Сингапур, Соломонови острови, Суринам, Тайван, Тайланд, Танзания, Того, Тринидад и Тобаго, Уганда, Уругвай, Филипини, Френска Гвиана, Френска Полинезия, Хаити, Хондурас, Хонконг, Централноафриканска република, Чили, Шри Ланка, Южен Судан, Южна Африка (Гаутенг, Западен Кейп, Източен Кейп, Квазулу-Натал, Лимпопо, Мпумаланга, Северен Кейп, Северозападна провинция и Фрайстат), Южна Корея и Ямайка. Временно е пребиваващ в Азербайджан, Алжир, Армения, Афганистан, Грузия (Абхазия), Гърция (Егейски острови), Египет (Синайски полуостров), Йемен (Северен Йемен, Сокотра и Южен Йемен), Израел, Йордания, Ирак, Иран, Кабо Верде, Казахстан, Канада, Катар, Кипър, Киргизстан, Ливан, Мавритания, Мали, Мароко, Непал, Нигер, Обединени арабски емирства, Оман, Пакистан, Русия (Дагестан, Европейска част на Русия, Кабардино-Балкария, Камчатка, Курилски острови, Приморски край, Сахалин и Читинска област), Саудитска Арабия, САЩ (Джорджия), Сирия, Сомалия, Судан, Таджикистан, Тунис, Туркменистан, Турция, Узбекистан, Чад, Черна гора и Япония.

## Описание
Популацията на вида е стабилна.